# Istoria Bisericii Române Unite

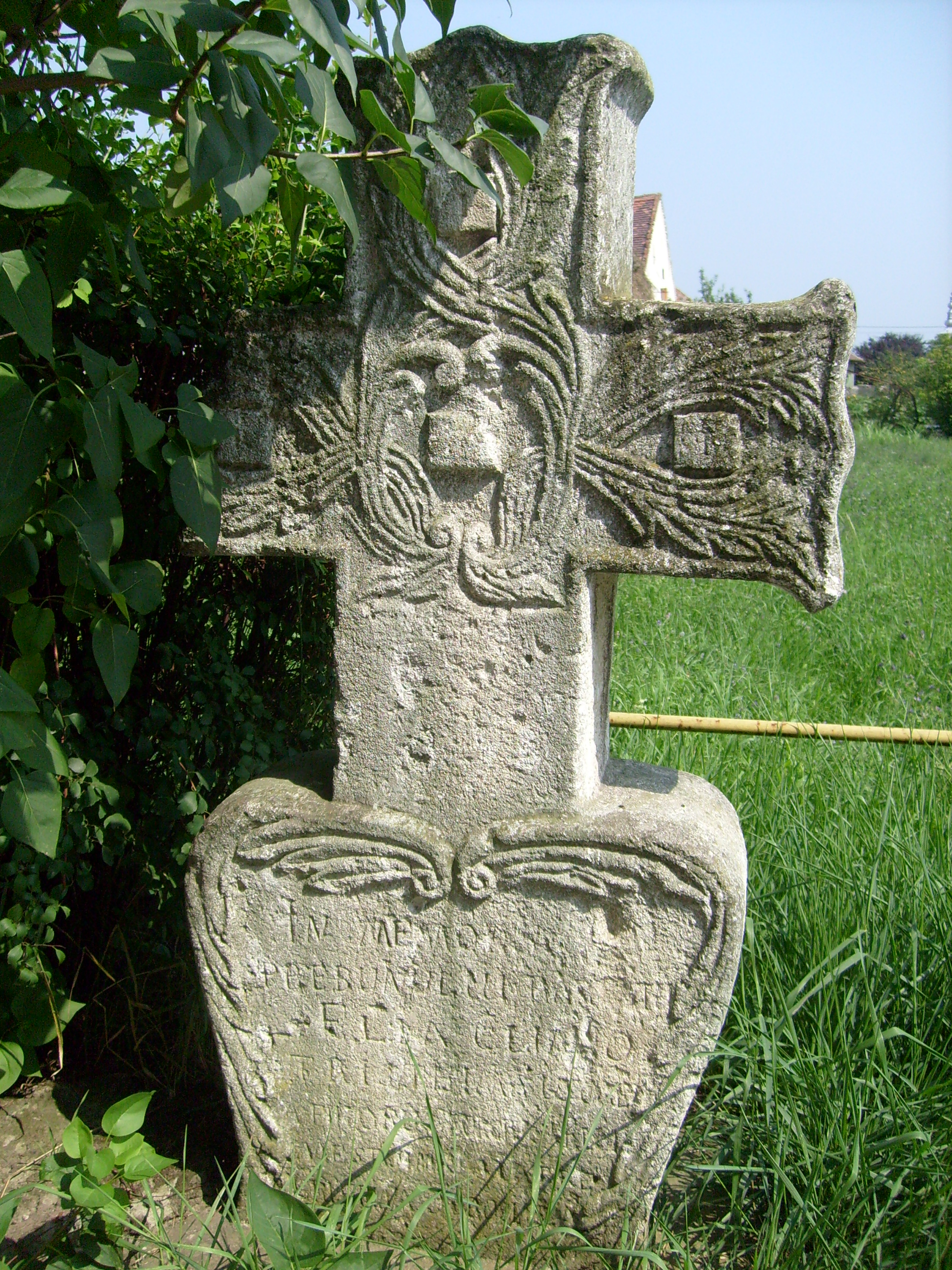
Crucea de pe mormântul unui preot greco-catolic, Biserica Sfânta Treime din Alba Iulia-Maieri

Biserica Română Unită cu Roma a luat ființă la 7 octombrie 1698, prin actul semnat de mitropolitul Atanasie Anghel și de 38 de protopopi ortodocși din Ardeal, care întruniți la Sinodul de la Alba Iulia, au declarat că se unesc de bunăvoie și sunt parte a Bisericii Romei, cu păstrarea tradițiilor și ritului Bisericii Răsăritului. Credincioși români greco-catolici au existat în mod compact și anterior unirii religioase din 1698, mai ales în zona Maramureșului istoric și a Sătmarului.

## Precursorii unirii ecleziastice în Țările Române
După Marea Schismă din 1054 eforturile de refacere a unității între creștinătatea apuseană și cea răsăriteană au fost neîntrerupte. Cadrul legal pentru unirea bisericilor a fost stabilit de Conciliul de la Ferarra-Florența, ale cărui decizii sunt cunoscute pe scurt sub numele de „punctele florentine”. 

### Moldova
Unul dintre membrii delegației Bisericii Răsăritului (grecești) la Conciliu a fost Mitropolitul Damian al Moldovei (1437-1447), care s-a numărat printre semnatarii punctelor florentine, întorcându-se în țară și activând până la moarte ca unit cu Biserica Romei. Tot în comuniune cu scaunul apostolic al Romei a fost și succesorul său, mitropolitul Ioachim, care însă în anul 1455 a fost nevoit să se refugieze în Polonia ca urmare a faptului că patriarhul antiunionist sârb Nicodim de Pec l-a hirotonit și numit mitropolit al Moldovei pe Teoctist, de origine bulgară, care s-a bucurat de sprijinul autorităților voievodale de la acea vreme.
O nouă încercare de unire a Mitropoliei Moldovei cu Biserica Romei a fost întreprinsă către sfârșitul secolului al XVI-lea de mitropolitul Gheorghe Movilă, în înțelegere cu domnitorul Petru Șchiopul. Planul inițial prevăzuse ca o delegație moldoveană avându-l în frunte pe mitropolit să se deplaseze la Roma, pentru a cere din nou comuniunea cu Sfântul Scaun. Pericolul tătar a zădărnicit plănuita călătorie, ceea ce a făcut ca cererea de unire să fie adresată papei Sixtus al V-lea printr-o scrisoare datată la 15 octombrie 1588. Epistola a fost înmânată arhiepiscopului latin de Lemberg, Demetrius Solikowski, de secretarul domnitorului și de Ieremia Movilă, hatman și frate al mitropolitului, cu mențiunea de a o încredința nunțiului papal Ippolito Aldobrandini (viitor papă, sub numele Clement al VIII-lea), care să o transmită mai departe la Roma. Cu aceeași ocazie delegația moldoveană și-a afirmat adeziunea față de unitatea catolică. Înainte de a veni răspunsul de la Roma, nunțiul apostolic în Polonia a fost instruit să se încredințeze de intențiile serioase ale moldovenilor. În aprilie 1589 nunțiul din Polonia transmitea la Roma convingerea sa asupra intențiilor serioase ale acestora, certificatând că este vorba despre o atitudine care aparține, atât mitropolitului, cât și clerului de rit "grec", inclusiv a episcopilor Agaton de Roman și Ghedeon de Rădăuți. Cererea mitropolitului Moldovei avea în vedere crearea unei biserici autonome a Moldovei în cadrul Bisericii Catolice. Răspunsul Romei a fost că uniunea este posibilă doar după înlăturarea unor neajunsuri care erau prezente în Mitropolia Moldovei, ceea ce a făcut ca lucrurile să stagneze. Mitropolia Moldovei și-ar fi dorit ca relațiile de comuniune cu Roma să fie stabilite fără îndeplinirea altor cerințe, ceea ce a făcut ca proiectul de unire din 1588-1589 să rămână fără rezultatul dorit.

### Țara Românească
Există indicii cu privire la faptul că Mihai Viteazul a fost adeptul unirii ecleziastice cu Biserica Romei. Cel mai cunoscut portret al domnitorului, realizat de Egidius Sadeler în anul 1601 la curtea împăratului Rudolf al II-lea de la Praga, poartă inscripția circulară „Michael Waivoda Walachiae Transalpinae, utraque fortuna insignis et in utraque eadem virtute, aet. XLIII”, iar versurile-dedicație: „Tanti facit nomen Christi, Maiestatem Caesaris, / Rempublicam christianam et Ecclesiae sub Pontifice Maximo concordiam sue”, adică „Atât de mult iubește pe Cristos și Împărăția creștină și unirea Bisericii sub Papă”. Un an înainte papa Clement al VIII-lea i-a spus explicit într-o scrisoare adresată lui Mihai Viteazul că "noi și toți principii catolici ne bucurăm pe deplin de adevărata unire a bisericii tale cu biserica romană, fără de care nu există mântuire."
Moartea lui Mihai Viteazul a însemnat eșecul proiectului de unire ecleziastică a mitropoliilor românești cu Biserica Romei. A rămas emblematică jertfa unui episcop român "mic de statură și cu plete lungi", care a luptat neînfricat alături de trupele imperiale, încercând zadarnic să apere cetatea Sătmarului, asediată în ianuarie 1605 de soldații principelui ardelean (calvin) Ștefan Bocskai.

## Unirea din Transilvania
Existența Bisericii Române Unite în Transilvania este legată și de extinderea influenței Casei de Habsburg în Transilvania și Partium începând cu mijlocul secolului al XVII-lea.
Biserica Catolică din Europa a pierdut prin reforma protestantă din secolul al XVI-lea cca 40% din credincioși. Incepȃnd cu secolul al XVII-lea au fost întreprinse intense eforturi de atragere la catolicism a unor credincioși reformați sau ortodocși. Sfântul Imperiu Roman s-a angajat din plin la această acțiune. Eșecul celui de-al doilea asediu turcesc al Vienei (1683) a marcat sfârșitul puterii otomane în Europa. Transilvania, unde predominau protestanții (reformați sau calvini, luterani și unitarieni), alături de românii ortodocși (confesiune cu statutul doar de religie tolerată), a intrat în componența Austriei habsburgice la sfârșitul secolului al XVII-lea, fiind condusă direct de Curtea de la Viena. Principatul Transilvaniei era administrat pe atunci de nobilii reformați-calvini (maghiari) și patricienii luterani (sași), care au reușit să atragă la Reformă o parte a populației românești ortodoxe . Conform ideilor Contrareformei promovate și de Curtea imperială de la Viena, dorința Casei de Habsburg era de a-i atrage la catolicism și pe românii ardeleni. Viena a promis astfel românilor ortodocși eliberarea din starea de iobăgie, drepturi identice cu religiile recepte sau acceptate (catolicism, luteranism, calvinism, unitarianism), case parohiale pentru preoți etc. Acțiunea a avut succes, cea mai mare parte din clerul si populația ortodoxă au acceptat Unirea cu Biserica Romei, însă cu păstrarea ritului ortodox. Unirea religioasă cu Biserica Catolică a diferite comunități ortodoxe a avut loc și in alte țări din Europa Centrală și de Est (Ucraina, Slovacia, Ungaria, Polonia, Bulgaria), unde au fost create biserici greco-catolice.

### Primele etape
În anul 1651 mitropolitul Simion Ștefan l-a consacrat la Alba Iulia pe călugărul bazilian Partenie Petrovici drept episcop unit de Muncaci.
La 1 iulie 1667 împăratul Leopold I a acordat un privilegiu negustorilor aromâni, români și greci interesați să se stabilească la Sătmar și Mintiu (Sătmarul și Mintiul erau la acea dată orașe libere regale; cele două localități au fost unificate în 1712). În partea finală a diplomei suveranul a cerut ca preoții nou-veniților să fie credincioși Sfintei Biserici Romane și să se supună sub jurisdicția episcopului de Muncaci. Așa începe istoria levantinilor de la Sătmar și Mintiu, "implicați profund în promovarea formulei greco-catolice printre românii din Ungaria habsburgică".
Ridicarea unei biserici greco-catolice de către comunitatea "grecească" din Mintiu a stârnit nemulțumirea vechilor locuitori ai târgului (de altă confesiune religioasă), care au adresat un protest autorităților comitatense, arătând că strădaniile protopopului unit de a înălța o biserică și o clopotniță în perimetrul așezării ar constitui "un abuz nemaiîntâlnit" fiindcă religia "grecilor, rutenilor, valahilor și sârbilor" nu beneficiază de statutul de religie receptă.
La plângerile venite atât din partea comitatului, cât și din partea beneficiarilor privilegiului de a se așeza în Sătmar și Mintiu, împăratul Leopold a răspuns la 20 iulie 1686 printr-o circulară adresată conducerii comitatului Sătmar, prin care intervenea în favoarea clerului și poporului de rit grec fideli persoanei sale "ca rege legitim al Ungariei, dar și făgăduinței de unire cu Sfântul Scaun."
În anul 1692 episcopul Teofil Seremi a fost înscăunat mitropolit la Bălgrad (Alba Iulia), în aceleași condiții de dependență de biserica calvină (reformată) maghiară ca si predecesorii săi (deciziile sale fiind condiționate de acceptarea și supervizarea lor de către superintendentul calvin de la Aiud). După discuții purtate cu călugărul iezuit Ladislau Baranyi, mitropolitul Teofil Seremi a convocat în 1697 un sinod bisericesc. Astfel, printr-un act sinodal datat 21 martie 1697 se decide unirea cu Roma după regulile Conciliului de la Florența și exemplele precedente ale unirii de la Brest și ale formării episcopiei greco-catolice de Muncaci. Clerul român urma sa primească aceleași privilegii și imunități ca și clerul de rit latin. Pe 4 aprilie 1697 cancelarul imperial, contele de:Franz Ulrich Kinsky, a prezentat la Viena guvernului transilvan (Gheorghe Bánffy, guvernator; M. Bethlen, cancelar; Ștefan Apor, trezorier) cererea episcopului valahilor Teofil de unire a Mitropoliei Bălgradului cu Biserica Catolică și rezoluția imperială favorabilă în acest sens. Guvernatorul Bánffy și cancelarul Bethlen s-au arătat reticenți fată de aprobarea unirii românilor cu Biserica Romei. Ultimul a spus „noi destul am tudumănit și o instanție la împărat am dat contra instanței aceeia, dară nimica am isprăvit, că rezoluție tot s-au dat” (traducerea lui Gheorghe Șincai, Opere, III, Hronicul românilor și al mai multor neamuri, ed. F. Fugariu, București, 1969).
Actul de unire din 1697 a fost remarcat de la început de mediile politice și religioase din Transilvania, indiferent de poziția acestora față de unire. Johannes Filstich, rectorul gimnaziului lutheran săsesc din Brașov, a notat că „în anul 1696 (!) Teofil, episcopul valahilor, părăsi cu o mare parte a neamului valah credința grecească și trecu la cea romano-catolică” (Arh. Naționale Brașov, mss.). Martin Felmer, rectorul gimnaziului săsesc din Sibiu, repetă afirmația spunând că episcopul valahilor a făcut unirea propusă (Martin Felmer, Schriften, ed. Adolf Armbruster, București, 1974, p. 165). De asemenea pastorul lutheran din Sebeș, Andreas Gunesch, a notat că în luna mai 1697 „Valachici nostri ab Ecclesia graeca et orientale deficientes transeunt ad romano catholicam” (Johannes Trautsch, Chronicon, Coronae, 1848). 
Alt contemporan cu evenimentele, Andreas Illia, nota că: „Hic Teophilo Valachorum id temporis Anthisti autor fuit a 1696 ut ejurato cum suis schismate romane Ecclesia reconciliaretur”.
Ca și în cazul unirilor precedente, situația rămâne încă nedifinitivată. Deși declarația a fost făcută publică și trimisă la Viena, și în ciuda diplomei leopoldine din 1692, mitropolitul român rămâne de facto încă sub jurisdicția bisericii calvine maghiare. Mai mult, mitropolitul Teofil Seremi moare subit în iulie 1697, fiind suspectată o otrăvire a acestuia. 

### Definitivarea unirii, sub mitropolitul Athanasie Anghel
Mai mult, ambiguitatea situației din 1697 se răsfrânge și asupra următorului mitropolit ortodox al Ardealului, Athanasie (Atanasie Anghel), care merge să fie hirotonit episcop la București de către mitropolitul ortodox Teodosie, primind daruri de la domnitorul muntean Constantin Brâncoveanu și mai multe instrucțiuni din partea patriarhului Dosithei al Ierusalimului, aflat în exil în Țara Românească.
Este însă evident că ideea unirii era din ce în ce mai acceptată în mitropolia ortodoxă a Ardealului, pe măsură ce consecințele ei practice erau înțelese, și pe măsură ce partea catolică își materializa promisiunile. Astfel, în 2 iunie 1698, cardinalul Kollonich de Esztergom (Strigoniu), confirmă privilegiile stabilite in 1697. Pe acest fond, Athanasie Anghel convoacă un nou sinod în octombrie 1698, unde unirea religioasă cu Roma e recunoscută. Documentul ce consemnează rezultatul sinodului, numit Manifestul de unire, este considerat astăzi îndeobște ca fiind actul unirii cu Biserica Romei. El este datat 7 octombrie 1698 și semnat de 38 de protopopi ai Bisericii românești din Transilvania. Deși, este remarcată o anumită zonă de umbră, ca în 1697, conform unor istoriografi potrivnici unirii religioase a românilor ardeleni, se spune că Athanasie Anghel nu ar apărea pe respectivul manifest de unire, însă aici apar, clar, iscăliturile celorlalți participanți, întărite de sigiliul mitropoliei. Documentul este contestat de unii istorici (mai ales din partea ortodoxă) care consideră existența unor vicii procedurale, ce ar pune validitatea actului pusă sub semnul întrebării (și pentru faptul că diversele hotărâri de unire nu fac referință unele la altele, în ordine cronologică). Aici ar trebui amintit și acel așa-zis Decret de înființare al Bisericii Române Unite, dat la 16 februarie 1699, prin prima diplomă imperială leopoldină, reconfirmată în 26 august același an.
Athanasie Anghel nu va retracta niciodată public unirea (deși partea ortodoxă spune că unirea ar fi fost renegată pentru jumatate de an în 1711), însă situația rămâne în continuare ambiguă. În 1700, Mitropolia ortodoxă din Alba Iulia, pastorită de Athanasie Anghel, primește o danie importantă de la Constantin Brâncoveanu. (după unele afirmații, retrasă în 1701), după ce un nou sinod validează unirea în 1700 și după vizita sa la Viena din 1701, in urma căreia face o declarație oficială care arată că Mitropolia Ardealului nu mai este supusă celei din Bucuresti. Din 1701, este clar pentru toată lumea că unirea este definitivă..
Atanasie Anghel a fost întâi mustrat, iar apoi caterisit și anatematizat de Patriarhiile de la Constantinopol și Ierusalim, în sinod, ca și de Mitropolitul Teodosie al Ungrovlahiei. La 3 iulie 1702, Patriarhul Ierusalimului Dosithei și mitropolitul Teodosie scriau românilor din Transilvania că au dat anatemei pe „mincinosul mitropolit și vânzătorul de credință și noul Iudă, Athanasie”. Politica Vienei în Transilvania și eforturile depuse pentru trecerea la religia catolică au stârnit nemulțumirea celorlalte confesiuni creștine din regiune, mai ales protestanții calvini, dar și lutherani, care voiau și ei să atragă pe cât mai mulți români la Biserica lor. Răscoala curuților condusă de Francisc Rakoczi al II-lea, izbucnită în 1703, a adunat alături de ungurii protestanți și  pe români, ruteni, slovaci și alte naționalitâți. Românii, slovacii și rutenii erau în tratative pentru acceptare unirii cu Roma. Eforturi similare se făceau și printre unguri, pentru întoarcerea lor de la calvinism la romano-catolicism. Alte probleme erau de sorginte social-economică. Această răscoală s-a încheiat abia în 1711. În tot acest timp Athanasie Anghel a avut parte de o mulțime de greutăți. Ajutoare din Țara Românească nu mai putea primi, iar cele de la Viena veneau foarte greu, din pricina răscoalei. Pe lângă aceasta, locul "intendentului calvin" de odimioară fusese luat de „teologul iezuit”, care avea ca misiune să păstreze unirea cu Roma. El fusese însărcinat de cardinalul Leopold Kollonich cu puteri speciale: participa la sinoadele anuale ale protopopilor, însoțea pe episcop în vizitele canonice, avea drept de cenzură asupra cărțile tipărite la Alba Iulia, cerceta corespondența episcopului, își dădea avizul asupra candidaților la hirotonie, verifica gestiunea episcopului, instruia pe episcop în chestiunile teologice și chiar avea drept de mustrare în cazul vreunei abateri.  
Însuși Samuil Micu, călugăr bazilian fiind, recunoaște că „vlădicul se putea zice a theologului vicareș”, adică „episcopul era subalternul (locțiitorul) teologului” iezuit. Când în 1707 Francisc Rakoczy ocupă Alba Iulia, iar Athanasie se retrage la Sibiu, la vechea mitropolie este înscăunat un așa-zis mitropolit Iov Țirca (cel care, puternic sprijinit de calvini, candidase in acelasi timp cu Athanasie Anghel pentru Mitropolia Ardealului). Ulterior venirea imperialilor îl silește să se retragă în Maramureș, unde va rătăci o vreme ca horepiscop. În 1711 însă, Atanasie Anghel, împreună cu sinodul, repune în discuție, în iulie, punctele din diploma de unire cu Roma. La stăruințele teologului iezuit Gabriel Hevenessi, după câteva luni, acesta izbutește să obțină, în acest sens, sprijin imperial. Abia atunci, într-un nou sinod, la care au fost de față și iezuiți, mitropolitul Athanasie Anghel face o nouă mărturisire, o întărire în favoarea unirii cu Roma a românilor transilvăneni, împreună cu protopopii.
Singurul avantaj imediat al unirii cu Biserica Catolică a fost ameliorarea situației economico-sociale a clerului greco-catolic, ceea ce era foarte puțin față de speranțele românilor din Transilvania.

### Organizarea efectivă. Decretul papal „Indulgentum esse” din 1716
Organizarea oficială a Bisericii Române Unite ca parte a Bisericii Catolice s-a făcut în 6 iulie 1716, în vremea papei Clement al XI-lea, prin decretul „Indulgendum esse”.
După moartea lui Atanasie Anghel au trecut trei ani până la instalarea noului episcop greco-catolic. Conform art. 12 al Diplomei Leopoldine referitoare la Biserica Unită, pentru alegerea noului episcop a fost convocat sinodul electoral, care trebuia să propună trei candidați dintre care curtea imperială urma să aleagă unul. Prima întrunire de acest fel a avut loc la trei luni după moartea lui Atanasie Anghel, adunarea propunându-l pe teologul iezuit Francisc Szunyogh, care însă a refuzat alegerea. Sinodul electoral din 1713 l-a propus pe iezuitul Francisc Venceslau din Boemia, fost secretar al episcopului Atanasie, care însă nu a putut fi confirmat din cauza opoziției imparatului, care il considera laic, si nu cleric. La cererea impăratului, românii l-au propus în 1714 pe Ioan Giurgiu Patachi, un român din comitatul Solnoc, preot misionar romano-catolic, cu studii la Roma, care a fost apoi acceptat de împărat si numit la 23 decembrie 1715. Ioan Giurgiu Patachi, trece la ritul bizantin, se călugărește, după care este consacrat ca episcop unit.
Episcopia română unită s-a mutat acum din Alba Iulia la Făgăras. Motivul era dublu, cităm din sursa mentionata mai jos:
- Reînființând iarăși la Alba Episcopia romano-catolică, scoasă de reformați la 1566 și ținând cont de hotărîrea conciliului Lateran din 1215, că în aceeași localitate nu pot rezida doi episcopi catolici, Episcopia română unită a fost mutată la Făgăraș, aproape de domeniul de la Sâmbăta de Jos.
- Începându-se zidirile noii cetăți a Albei Iulii, căzând în perimetrul lucrărilor printre altele au fost demolate și "Mitropolia Bălgradului cu Biserica cea de Mihai Vodă cel Viteaz pe la 1600 făcută. Terenul primit în cartierul Maieri al orașului și suma de 1300 florini necompensând paguba făcută, odată cu Diploma din 23 decembrie 1715 prin care îl numise episcop pe preotul romano-catolic Ioan Giurgiu Patachi, împăratul a înzestrat episcopia cu moșiile, domeniile fiscale, de la Sâmbăta de Jos, districtul Făgărașului și de la Gherla.

Astfel, abia la 1721 a fost aprobată de către Roma numirea lui Ioan Giurgiu Patachi (prin bula papală Rationi Congruit). Înainte de hirotonirea lui ca arhiereu, acesta a trecut de la ritul latin la cel oriental, devenind călugăr bazilian în Agram, unde a și fost sfințit ca episcop. La 17 august 1723 a fost instalat festiv în catedrala „Sfântul Nicolae” din Făgăraș. După patru ani de episcopat, la 29 octombrie 1727, Ioan Giurgiu Patachi a încetat din viață având vârsta de abia 45 de ani.
Petru Maior nota că episcopul Ioan Giurgiu Patachi a încercat ca „unele obiceiuri papistășești să bage între români”, adică să aducă anumite elemente latine în Biserica unită a românilor ardeleni. După moartea lui Patachi în 1727, episcopia românească a fost condusă cinci ani, într-un interimat, de către teologi iezuiți.

### Rolul istoric pozitiv al Bisericii Greco-Catolice
Trecerea unei părți din biserica ortodoxă din Transilvania la catolicism a fost realizată prin acordarea unor avantaje romȃnilor “tolerați” pȃnă atunci, prin obținerea unui statut social superior (desrobirea de iobăgie, drepturi similare cu religiile acceptate), prin diminuarea unor presiuni etc. Biserica greco-catolică a creat Școala Ardeleană, a făurit un sistem de școli în limba română, a deschis orizonturi cultural-educative de care au beneficiat toți românii din Ardeal, a contribuit la Marea Unire din 1918 etc.

## Inocențiu Micu-Kleinși începutul mișcării revendicative (1732-1744)

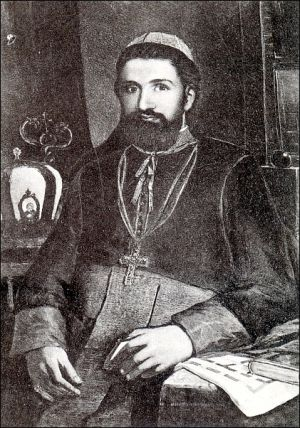
Episcopul Ioan Inocențiu Micu-Klein

Născut la 1700 lângă Sibiu, la Sadu, scholastic al Colegiului academic iezuit din Cluj și pe urmă al Universității din Târnavia (Slovacia) Ioan-Inocențiu Micu părea omul ideal pentru continuarea activității iezuite în Transilvania. Ca atare, a fost numit epsicop în 1732, fiind făcut totodată baron și membru al Dietei Transilvaniei. În aceasta calitate, Inocentiu Micu incearcă să determine aplicarea prevederilor documentului de unire din 1701 în ceea ce priveste drepturile românilor uniți. Pentru a obține aceste drepturi, trimite mai multe memorii atât curții din Viena, cât și Dietei transilvane. Actele au ajuns până la urmă la Guvernul Transilvaniei pentru ca acesta să se pronunțe asupra lor. În răspunsul din 17 iunie 1735, Guvernul Transilvaniei, printre altele, notează: 
„Pe față, în adunări și în convorbiri particulare, popii înșiși sau preoții declară adeseori că ei n-au depus jurământul pentru unire și pentru lepădarea de la schismă, ci numai ca să poată fi liberi de judecata domnilor de pământ, de servicii și de contribuție; se vede aceasta și din faptul că în realitate se servesc toți de cărți schismatice, din care vorbesc poporului și slujesc Liturghia, în care se neagă în chip fățiș că Sfântul Duh purcede și de la Fiul și nu se adaugă Filioque nici în Simbolul niceean al credinței; ...absolut nici unul dintre popi nu învață și nu instruiește poporul, fie în mod particular, fie în biserică, despre cele patru puncte. Numai când se ivește vreo cauză, vreun litigiu, vreo contribuție proprie de ordin lumesc, se refugiază toți la imunitatea unirii ca la o ancoră sacră.”
Această poziție este mărturisită deschis în ședința Dietei Transilvaniei din 30 septembrie 1737, când Inocențiu (Inochentie) Micu spune pe față: „Eu și clerul meu ne-am unit sub condiția de a obține acele beneficii și acele foloase de care se bucură romano-catolicii, altfel, dacă nu ni se dau, ne-am putea face orice”.
Dieta Transilvaniei s-a opus sistematic memoriilor lui Inocențiu Micu. In plus, episocpoul român avea să constate că se urmarea în continuare convertirea și asimilarea românilor la calvinism, inclusiv a celor uniți. La sinodul din 1742 se observă că valahii uniți sunt impinși în continuare spre calvinism și maghiarizare. Observând acest proces, prin acest sinod din 1742 s-a încercat ca să se zădărnicească trecerea uniților la alte religii recepte. O nouă dietă a Transilvaniei a hotărât, în 1744, ca nobilii români uniți să fie recunoscuți, dar nu ca atare, ci ca parte a națiunii recepte în teritoriul locuit. Astfel, cei din zonele administrate de unguri erau declarați automat unguri, cei din zonele secuiești secui, cei din zonele săsești sași. Protestele și cerințele lui Inocențiu Micu nu au fost deloc plăcute de părțile protestante, fiind adeseori gratulate cu injurii și amenințări (inclusiv cu aruncarea pe fereastră).
Chemat la Viena, Inocențiu Micu organizează la 25 iunie/6 iulie 1744 un mare sinod la Blaj. La încheierea lucrărilor, episcopul întreabă sinodul chiar dacă unirea cu Roma este legiferată, de ce în acest caz li se refuză, în continuare, drepturile pe care le au și romano-catolicii.
Inocențiu Micu a fost chemat la Viena pentru a da explicații cu privire la tulburările din Transilvania legate de întoarcerea unor comunități la legea grecească neunită ("ortodoxism"). De la Viena a plecat însă la Roma, unde va muri după 24 de ani de exil impus de Curte imperială habsburgică care l-a amenințat cu închisoarea în caz că va reveni ăn Transilvania. Fuga s-a datorat, atât speranțelor puse în justiția papală pentru românii transilvăneni, cât și fricii de autoritatea imperială de la Viena, mai precis de aversiunea împărătesei Mariei Therezia, care i-a promis că la primul pas pe care îl va face pe terioriul austriac, îl va trimite în închisoarea de la Graz. (I. Lupaș nota, pentru această perioadă, că "Mărturiile vremii de atunci arată că nici straturile de sus ale societății ocrotite de tronul împărătesc al Vienii nu erau mai puțin pornite spre stricăciune morală decât cele din preajma Porții Otomane.")

## Opoziția împotriva unirii
Adversarii unirii cu Roma erau pe de o parte stările protestante din Transilvania, iar pe de altă parte mitropolia ortodoxă sârbească din Karlowitz (aflată în teritoriul controlat de austrieci). După numeroase influențe venite mai ales din partea mitropolitului sârb din Karlowitz, o parte a românilor transilvăneni au decis să abandoneze ascultarea canonică față de episcopul român de la Blaj, primind preoți sârbi trimiși de la Karlowitz.
Călugărul ortodox de origine sârbă Visarion Sarai a fost trimis cu misiune specială de dezbinare religioasă în Transilvania de către mitropolitul de la Karlowitz. Întâi la Lipova, apoi la Dobra, Deva, Orăștie, Săliște etc. a făcut agitații publice împotriva unirii cu Roma, dar și a stăpânirii austriece. Românii ascultând predicile călugărului, traduse de un tălmaci, au ajuns  să fie antrenați într-o mișcare de nesupunere a cărei amploare a pus pe jar autoritățile. S-a afirmat despre el că a fost agent plătit de Imperiul Rus pentru a spiona în treburile Curții de la Viena. A fost arestat, împreună cu cei trei aromâni care îl însoțeau ca traducători, și închis în temnița de la Sibiu. De aici a fost mutat în alte închisori, la Deva, Timișoara, Osiek și Raab, pentru ca în final să fie mutat la temuta închisoare Kufstein din Tirol, unde i s-a pierdut urma. 
În 1746, Maria Terezia l-a trimis pe episcopul unit Manuil Olsavszky de Muncaci să facă o vizită canonică în Transilvania, care la vremea aceea era fără episcop bizantin din cauza exilului lui Micu-Klein., după care să scrie un referat. Acesta a arătat că există greutăți cu unirea, datorită răzvrătirilor conduse de călugărul sârb Visarion Sarai, iar românii cer, mai ales, aducerea înapoi a lui Inocențiu Micu drept episcop al lor, așa cum a fost.
Temându-se de agravarea situației, după 13 (treisprezece) ani de obstrucționări Maria Therezia dă în 13 iulie 1759 un edict de toleranță, prin care se recunoște dreptul credincioșilor ortodocși de a avea un episcop al lor.

### Tulburările religioase după mijlocul veacului al XVIII-lea
În anul 1750 au fost consemnați în Transilvania 543.657 uniți și 25.165 neuniți. În anii 1760, în contextul tuburărilor provocate de trimișii mitropolitului sârb de la Karlowitz, numărul uniților a cunoscut o scădere drastică, și s-a stabilizat până la sfârșitul secolului, în contextul înființării unei episcopii ortodoxe dependente de Mitropolia de Karlowitz, cu sediul la Sibiu, în anul 1761, sub păstorirea lui Dionisie Novacovici.  
Continuarea persecuțiilor a dus, la sfârșitul lui 1759 la izbucnirea primei răscoale împotriva unirii cu Biserica Romei. Arestarea ieromonahului Sofronie de la Cioara a determinat ridicarea a peste 600 de țărani pentru eliberarea lui. Ieromonahul de origine sârbă, Sofronie, a organizat în 10 august 1760 un așa-zis sinod, la Zlatna. Hotărârile acestui sinod cereau episcop ortodox, restituirea bisericilor și averilor confiscate, eliberarea credincioșilor și clericilor închiși pentru credință, libertate religioasă. Memoriile trimise Curții de la Viena și Guvernului Transilvaniei nu au primit nici un răspuns. Persecuțiile au continuat, provocând întinderea răscoalei. În 1760 țăranii răsculați au atacat Blajul, centrul Bisericii Române Unite, silindu-l pe episcopul Petru Pavel Aron să se refugieze la Sibiu.
Încă din 20 octombrie 1760 Maria Terezia anunțase că va forma o comisie care să cerceteze plângerile românilor și că va elibera pe cei arestați pentru credință. În 14-18 februarie se organizează, sub conducerea ieromonahului sârb Sofronie de la Cioara (Sofronie Krilovici), un sinodul la Alba Iulia. Hotărârile în 19 puncte au fost înaintate autorităților. Ele cuprindeau atât soluții pentru încetarea tulburărilor cât și măsuri de organizare a Bisericii Ortodoxe și de întărire a moralității și credinței. Cel trimis pentru cercetare de către Maria Terezia a fost generalul Adolf Nikolaus von Buccow, care a fost numit comandant al tuturor forțelor armate din Transilvania, sporite cu acest prilej cu noi unități de cavalerie și infanterie. Odată cu el a fost adus și un episcop ortodox sârb, pe nume Dionisie, care va rămâne episcopul ortodox al Bisericii Ortodoxe din Ardeal până la 1767. Episcopul Manuil Mihail Olsavszky s-a întors din nou în Transilvania în 1761, pentru a aborda, cu autoritatea și predicația sa, răzmerița religioasă inițiată de călugărul ortodox Sofronie. 
Pe 1 mai 1761 Buccow l-a convins pe Sofronie că se va face pace, cerându-i însă să părăsească Transilvania, ca să nu fie prilej de tulburare. Sofronie a fost de acord, trecând în Muntenia unde își va sfârși zilele într-un schit din Argeș.

### Controverse
În legătură cu actul semnat de 38 de protopopi ortodocși la 7 octombrie 1698, de altfel denumit „Manifest de unire“ și redactat în limba română au apărut câteva controverse. Actul avea șase pagini, iar pe prima pagină semnatarii declarau că se unesc cu „Biserica catolicească“ și că doreau să beneficieze de privilegiile catolicilor. 
Pagina a doua a „Manifestului de unire“, a rămas goală și a fost ulterior completată de iezuiți, în limba latină (conform contestatarilor ortodocși), declanșându-se o dispută de durată între uniți și neuniți. 

Pe paginile a treia, a patra și a cincea erau semnăturile protopopilor, astfel încât se părea că acceptau și cele scrise pe pagina a doua, în latinește. Pe pagina a cincea, era un text, scris de Mitropolitul Atanasie: „Și așa ne unim acești ce-s scriși mai sus, cum toată legea noastră, slujba bisericii, liturghia și posturile și calendarul nostru să stea pe loc, iar de n-ar sta pe loc acelea, nici aceste peceți să n-aibă nicio tărie asupra noastră și vlădica nostru Atanasie să fie în cap și nimeni să nu‑l hărbutăluiască“.
Despre istoria și unele confuzii ale documentelor unirii românilor din Transilvania cu Roma a scris Nicolae Densușianu. El a arătat că traducerea textului românesc nu este identică cu cel latin al „Manifestului de unire“ din 7 octombrie 1698. Densușianu a menționat că în textul românesc este consemnată în principal o alianță religioasă pentru a obține „privileghiomuri cu care trăiesc mădularele și popii acestei Biserici sfinte“ și mult mai puțin a fi o unire dogmatică, așa cum reiese din textul latin al „Manifestului“, redactat de iezuiți. 
Istoricul și preotul canonic (greco-catolic) Augustin Bunea ia apărarea documentului în 1893, în lucrarea „Cestiuni din dreptul și istoria Bisericii Române Unite“, partea a II-a, studiul „Autenticitatea și genuinitatea manifestului de unire cu Biserica Romei din 7 octombrie 1698“, aratând că deosebirile dintre variantele „Manifestului“, redactat în cele două limbi, sunt nesemnificative.

## Înființarea regimentelor grănicerești românești
Guvernatorul Transilvaniei, generalul Buccow, a organizat regimentele de grăniceri valahi de la Orlat și Năsăud. Grănicerii urmau să beneficieze de o serie de privilegii acordate soldaților imperiali, precum scutirea de toate impozitele în afară de „darea capului”, declararea lor ca oameni liberi, acordarea unei diurne pe timpul serviciului militar. Pe 10 mai 1763 recruții pentru trupele de grăniceri din zona Năsăudului, din două batalioane de infanterie, au fost adunați la Salva, pe locul numit Mocirlă, pentru a depune jurământul militar în fața generalului Buccow (reprezentant și împuternicit al Curții imperiale de la Viena) și în prezența episcopului unit al Blajului, Petru Pavel Aron, cel care sfințise deja cu câteva zile înainte steagurile de luptă ale viitorilor grăniceri. Recruții, au fost îndemnați să nu semneze jurământul dacă nu li se respectă drepturilor ca soldați imperiali, conform legilor în vigoare, capul întregii acțiuni fiind centagenarul Tănase Todoran, țăran din Bichigiu, sat din apropierea Salvei, veche cătană imperială. El a fost și unul dintre cei care au militat la Viena, ca reprezentant al năsăudenilor, pentru ca aceștia să devină grăniceri imperiali. La îndemnul bătrânului Todoran, recruții au aruncat steagurile și au strigat să li se respecte dreptul, așa cum fusese dinainte stabilit, de a lupta doar în interiorul granițelor imperiului austriac pe timp de război, și nicidecum pe ape. Tănase Todoran împreună cu câțiva apropiați, localnici, care îl însoțeau în acea zi pe platoul Mocirlei din Salva, promotori ai răzmeriței, au fost prinși ulterior, și judecați pentru răzvrătire și îndemn la nesupunere față de armată și legile tării. Bătrânul centagenar a fost condamnat la moarte prin tragere pe roată chiar în acel loc, pedeapsă atribuită celor care se ridicau împotriva orânduirii și legii. Iar acei câțiva țărani care îl însoțeau au fost de asemenea osândiți la moarte, dar prin spânzurare. Un amănunt esențial propagat astăzi de mediile ortodoxe este un neadevăr că respectivii țărani au fost martirizați în primul rând pentru credința lor (ortodoxă sau neunită), un neadevăr îndreptat împotriva reabilitării Bisericii Române Unite (care încă își reclamă în continuare drepturile patrimoniale și ecleziale de care a fost văduvită în 1948 de către regimul comunist și Biserica Ortodoxă Română). Merită subliniat că țăranii năsăudeni erau la acea dată aproape în întregime de confesiune greco-catolică încă de la 1700, după cum scrie istoricul locurilor, Virgil Șotropa, în lucrările sale despre granița năsăudeană. Mai mult, austriecii în acea vreme nu recrutau în armata imperială decât soldați de confesiune catolică.
Unele răscoale și mișcări de pribegie au avut loc pe toată frontiera, secuii militarizați fiind și ei implicați în astfel de evenimente. În 1783, împăratul Iosif al II-lea a permis și românilor neuniți sau ortodocși să facă parte din regimentele de grăniceri, prin recunoașterea oficială a religiei ortodoxe din Transilvania. Această situație tulbure a Țării Ardealului fusese favorizată și de mișcarea anarhistă și antiunionistă începută de călugărul bosniac Visarion Sarai (spion dovedit al Imperiului țarist) și continuată de călugărul sârb Sofronie Krilovici, zis și de la Cioara. Acesta i-a ridicat pe români, unii împotriva altora, mai ales împotriva Bisericii Române Unite, când mulți preoți greco-catolici și enoriași au fost scoși din bisericile satelor lor și alungați de cetele de răzvrătiți ai călugărului sârb, ajutat în acțiunile sale de nobilimea calvină, nemulțumită de noua stare religioasă și mai ales socială, pe care au dobândit-o valahii ardeleni.

## Episcopii uniți cu Roma în a doua jumătate a secolului al XVIII-lea
În 1782 a fost numit și în 1784 instalat ca episcop pe protopopul celib Ioan Bob, din Târgu Mureș. Acesta a păstorit până în 1830. 
La 8 noiembrie 1781 împăratul Iosif al II-lea a semnat edictul de toleranță, prin care catolicii, protestanții și ortodocșii din imperiu deveneau egal îndreptățiți. Edictul interzicea discriminarea pe motive religioase, permitea oricărei comunități de măcar 100 de familii să își zidească propria biserică, de asemenea să își întrețină preot și învățător. Se permiteau trecerile de la o religie la alta, dar cu anumite restricții. De pildă, dacă într-o familie tatăl era ortodox și mama unită sau romano-catolică, băieții erau acceptați ca ortodocși, dar fetele erau obligatoriu de religia mamei. Dacă tatăl era unit sau romano-catolic și mama ortodoxă, toți copiii, indiferent de sex, trebuiau să fie uniți sau romano-catolici. 
Pe 16 ianuarie 1782 însă împăratul a completat edictul cu o serie de prevederi suplimentare, astfel încât cei care doreau să părăsească credința catolică să fie obligați să urmeze un curs de șase săptămâni de catehizare catolică, trebuind să plătească un zlot pe zi referentului.

Ca urmare a prevederilor edictelor românii din unele sate din zona Făgăraș și Hunedoara au trecut la neunire, punându-se sub ascultarea episcopilor sârbi rezidenți în sudul Transilvaniei.

### Ioan Bob
În 1784 fusese instalat la Blaj Ioan Bob, fost protopop greco-catolic de Târgu Mureș. Acesta a dus o politică de întărire a credinței unite catolice peste interesele de moment ale credincioșilor, fie ele privite și prin prisma unirii religioase i. În același timp însă, o serie de cărturari greco-catolici au început să privească dincolo de propaganda oficială de la Viena. Ei au înțeles avantajele religioase, social-economice și culturale aduse de unire, dar și o serie de dezavantaje cauzate de ingerința alogenilor în dezbinarea românilor și subordonarea lor față de o organizație străină bisericii lor.

Este vorba în primul rând de Samuil Micu, Gheorghe Șincai și Petru Maior. Ei au încercat să aducă o serie de argumente pertinete legate de unirea religioasă și drepturile cuvenite românilor ardeleni uniți, încercând o colaborare în acest sens cu episcopul Ioan Bob, însă viziunile diferite au făcut ca încercările lor să fie privite cu rezervă, chiar judecate apriori .

## Școala ArdeleanășiSupplex Libellus Valachorum
Cea mai importantă realizare a cărturarilor români ardeleni de la sfârșitul secolului al XVIII-lea a fost, desigur, Supplex Libellus Valachorum Transsilvaniae. La realizarea lui au lucrat nu doar episcopul unit al Oradiei, Ignatie Darabant, protopopul unit, viitorul vicar foraneu al Năsăudului, Ioan Para, Samuil Micu, Gheorghe Șincai, Petru Maior și alți greco-catolici, ci și Gherasim Adamovici, episcopul românilor ortodocși, medicul Ioan Piuariu-Molnar și alți ortodocși. Memoriul a fost trimis în 1791 la Viena, fiind de aici trimis Dietei Transilvaniei, care l-a respins. Excepție a făcut „liberul exercițiu al cultului ortodox”, care era deja impus de edictele lui Iosif II, dar încă nerespectat îndeajuns în Transilvania. Sinodul ortodox de la Sibiu protestează împotriva acestei hotărâri, arătând că Supplex Libellus Valachorum "iaste lucru a tot neamului rumănesc și cerând acordarea principalei cereri, egala îndreptățire cu celelalte naționalități. Această hotărâre a sinodului de la Sibiu a fost susținută de episcopul ortodox ardelean și la Viena, precum și în alte împrejurări.

## Episcopii uniți din secolul al XIX-lea

### Ioan Lemeni
După moartea episcopului Ioan Bob (2 octombrie 1830) a fost ales vicar capitular (administrator interimar la conducerea BRU) canonicul Demetriu Căian junior. Starea precară a sănătății acestuia a împiedicat convocarea unui sinod electoral bisericesc. În cele din urmă vicarul capitular Demetriu Căian jr. a decedat la 3 martie 1832, iar în locul său a fost ales preotul celib Ioan Lemeni, fost protopop unit al Clujului. Sinodul electoral bisericesc întrunit la 15 mai 1832 l-a desemnat drept candidat cu cele mai multe voturi (179 din 212) la scaunul episcopal. Împăratul Francisc l-a numit episcop în data de 23 august 1832, numire confirmată de papa în 16 aprilie 1833. În data de 6 iunie 1833 a fost sfințit episcop în Catedrala Sfântul Nicolae din Oradea, episcop consacrator fiind Samuil Vulcan.
În 16 iulie 1833 a avut loc instalarea sa în Catedrala din Blaj, ocazie cu care a ținut un sinod diecezan care a hotărât ca fiecare parohie greco-catolică să înființeze și să întrețină o școală cu învățător.
Episcopul Lemeni a introdus la Blaj studiile teologice de patru ani. Tot acolo a înființat catedra de istorie universală și de filosofie, pe care a încredințat-o lui Simion Bărnuțiu. Ulterior cei doi au intrat în conflict.
În anul 1842 a înaintat cu succes un protest la Curtea Imperială din Viena împotriva unui proiect de lege care prevedea introducerea limbii maghiare ca limbă de predare la școlile din Blaj.
În anii 1843-1846 a avut calitatea de pârât în vestitul proces lemenian, intentat episcopului de câțiva intelectuali greco-catolici de frunte.
Din cauza implicării sale în Revoluția de la 1848, a fost suspendat din funcție de generalul austriac Puchner, în locul său fiind numit ca administrator diecezan, preotul Simion Crainic. În martie 1850 guvernatorul Wohlgemuth l-a determinat să se retragă și de jure din funcție. S-a retras la Viena, unde a trăit până în 1861.

### Alexandru Șterca-Șuluțiu

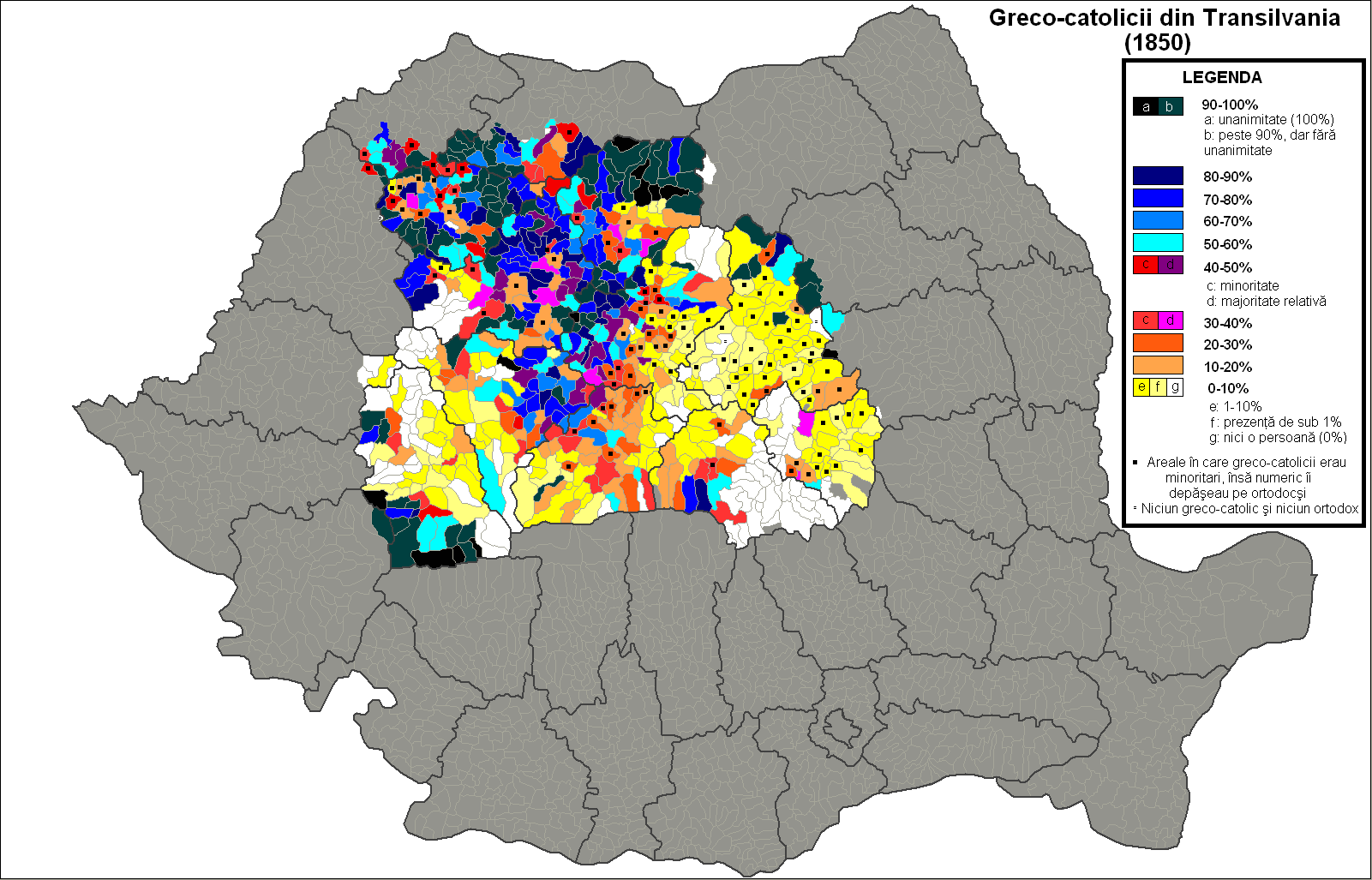
Greco-catolicii din Principatul Transilvaniei (1850)

Într-o scrisoare adresată în anul 1850 de nunțiul de la Viena cardinalului secretar de stat Antonelli, expeditorul sublinia faptul că în Episcopia Făgărașului era nevoie de un ierarh activ și energic, în măsură să contracareze acțiunile episcopului ortodox Șaguna de a-i atrage la schismă pe românii din Transilvania. La 23 mai 1850 Sfântul Scaun și-a făcut cunoscută opinia către primul ministru Felix zu Schwarzenberg, susținând necesitatea numirii unui nou ierarh în dieceza română unită cât mai curând, "pentru evitarea oricărei defecțiuni".
Interes pentru ocuparea cât mai rapidă a scaunului vacant au manifestat înșiși românii uniți, întrucât vacanța prelungită putea avea drept consecință treceri la Biserica Ortodoxă. Așa fiind, imediat după suspendarea episcopului Lemeni de către generalul Puchner, vechii contestatari ai lui Lemeni au susținut numirea candidatului lor pe locul rămas vacant, respectiv a vicarului foraneu al Șimleului, Alexandru Șterca-Șuluțiu.

## BRU în perioada interbelică
Ponderea greco-catolicilor o depășește pe cea a ortodocșilor, existând totuși  importante comunități ortodoxe
     Ponderea ortodocșilor o depășește pe cea a greco-catolicilor, existând totuși  importante comunități greco-catolice
     Majoritate ortodoxă fără o prezență greco-catolică importantă (sub 1%)

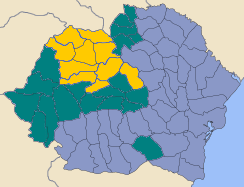
Ortodocșii și greco-catolicii din România interbelică (pe județe, conform recensământului din 1930)
Ponderea greco-catolicilor o depășește pe cea a ortodocșilor, existând totuși importante comunități ortodoxe
Ponderea ortodocșilor o depășește pe cea a greco-catolicilor, existând totuși importante comunități greco-catolice
Majoritate ortodoxă fără o prezență greco-catolică importantă (sub 1%)

Datele recensământului din anul 1930 arată că românii din interiorul arcului carpatic aparțineau celor două confesiuni (ortodoxe și greco-catolice) în proporții aproximativ egale, cu o majoritate ortodoxă. Astfel, în Transilvania se găsea o majoritate românească greco-catolică (31,1% din populație), în timp ce ortodocșii vin pe locul al doilea (27,8% din populație). În Banat proporția greco-catolicilor era de 3,6% (comparativ cu 56,1% ortodocși), iar în Crișana și Maramureș de 25,2% (comparativ cu 36,8% ortodocși).
În martie 1936 nunțiul papal la București, Valerio Valeri, a cerut tuturor episcopilor uniți să transmită mesajul anticomunist al papei Pius al XII-lea. Rezultatul a fost publicarea unor editoriale anticomuniste în presa bisericească. Un caz particular îl reprezintă însă ziarul Dumineca din Maramureș. Acesta nu a publicat doar articole anticomuniste, ci a început o campanie antisemită virulentă care a durat din 1936 până în 1939 și apoi a reînceput din 1940. Hiatul se regăsește și în presa ortodoxă (cu excepția ziarului patriarhal Apostolul) și reprezintă un efect al cenzurii din timpul dictaturii regale.
Antisemitismul ziarului Dumineca este marcant prin virulență și prin numărul de articole. Unele editoriale popularizează conspirația Protocoalelor Înțelepților Sionului, deși aceasta fusese deja expusă ca un fals evident. Astfel greco-catolicii de la Dumineca se diferențiau de antisemiții ortodocși ai vremii care se fereau să citeze direct Protocoalele.

## Persecuția din timpul regimului comunist
Interzicerea Bisericii Române unite cu Roma a avut loc în anul 1948, în conformitate cu ordinele transmise de către Kremlin. Anterior suprimării Bisericii Unite în România au fost desființate bisericile greco-catolice din Ucraina și Cehoslovacia. Biserica greco-catolică din Cehoslovacia (prezentă în special în Slovacia), a fost singura căreia în timpul regimului comunist i s-a permis la sfârșitul anilor '70 să revină treptat în legalitate. Bisericile din România și Ucraina au rămas prigonite până la căderea regimului comunist.
Pentru regimul general al cultelor s-a dat Decretul 177/48. Acesta prevedea că dacă jumătate din membrii unei religii trec la altă religie întreg patrimoniul imobiliar trece la acea religie, urmând a se calcula o despăgubire pentru diferența cuvenită celor care nu au acceptat trecerea.
În 1 octombrie 1948 are loc la Cluj „un sinod” al protopopilor și preoților greco-catolici (în număr de 37 sau 38 de participanți), hotărându-se în unanimitate, „revenirea” la Ortodoxie. Un participant a leșinat în timpul „sinodului”. „Sinodul” a fost prezidat de protopopul unit de Țichindeal, Traian Belașcu. În toamna anului 1948, s-au strâns liste de semnături, obținute prin teroare, din aproape toate parohiile greco-catolice, în toate hotărându-se trecerea nu la Catolicismul Roman (latin) ci la Ortodoxie. Listele de semnături au fost înaintate atât Departamentului Cultelor cât și primăriilor locale, conform legislației vremii. Participanții la sinodul de la Cluj au fost excomunicați „ipso facto” de episcopul Iuliu Hossu. Episcopului  Iuliu Hossu i s-a propus, în cazul acceptării trecerii la Ortodoxie, scaunul Mitropoliei Ortodoxe a Moldovei, propunere pe care, însă, episcopul a refuzat-o.
Pe 3 octombrie 1948, delegația protopopilor și preoților greco-catolici vine la București, înaintea Sfântului Sinod al Bisericii Ortodoxe Române și a patriarhului Justinian. În cadru solemn ei fac publică hotărârea sinodului de la Cluj și înmânează procesul verbal și hotărârea sinodului. În răspunsul Bisericii Ortodoxe Române se arată că reîntregirea și religioasă a Neamului și Bisericii este un vis de veacuri, se salută hotărârea sinodului de la Cluj, dar se așteaptă și răspunsul preoților și credincioșilor uniți la această hotărâre. Răspunsul a venit curând, sub forma acordului scris pentru unirea cu Biserica Ortodoxă Română a cca. 500 de parohii unite și liste cu semnăturile a zeci de mii de credincioși uniți.
Procesul de trecere a uniților la ortodoxism a continuat și în luna noiembrie. Trebuie precizat că un rol important în mișcare l-au avut presiunile regimului bolșevic. Ca urmare și presiunile autorităților de stat, în multe cazuri însoțite de amenințări și chiar arestări forțau trecerea la una din aceste două culte. 
Ca urmare a actelor remise de uniți autorităților locale și de stat, pe 1 decembrie 1948 se decretează desființarea Ritului bizantin al Bisericii Romano-catolice prin unirea sa cu Biserica Ortodoxă Română. Nici un episcop român unit nu a trecut la Biserica Ortodoxă Română, refuzând orice sprijin din partea acesteia. Opoziția episcopilor uniți față de politica de stat a determinat arestarea lor de regimul comunist (care proceda astfel și pentru opoziții mult mai simbolice). Tratamentul aplicat de regimul comunist deținuților politici a fost teribil. Între deținuții politici erau incluși și greco-catolicii care au refuzat să recunoască Decretul din 1 decembrie 1948, membrii unor mișcări ortodoxe precum Oastea Domnului și Rugul Aprins, clericii ortodocși care au protestat împotriva comunismului, abuzurilor comuniste ori sovietice etc, membrii unor culte interzise de regimul sovietic (adventișii, de pildă).
Episcopul Vasile Aftenie a fost omorât în bătaie în beciurile Securității din București, iar mort, pentru că nu încăpea în lada de lemn, folosită în loc de sicriu, fiind foarte înalt, i s-au tăiat picioarele, ca să încapă. A fost înmormântat în Cimitirul Bellu - Catolic, mormântul său devenind loc de pelerinaj, întrucât se cunosc cazuri de minuni care i-au fost atribuite. Pe crucea de la mormânt, autoritățile comuniste nu au permis să fie scrise decât inițialele numelui și anul morții «V.A 1950». Episcopul Ioan Suciu a fost lăsat să moară de foame în închisoarea din Sighet și înmormântat în Cimitirul Săracilor. Episcopului Iuliu Hossu i se oferise scaunul Mitropoliei Ortodoxe a Moldovei. Însă Iuliu Hossu a refuzat. El a declarat „credința noastră este viața noastră”. A fost creat Cardinal in pectore al Bisericii Catolice (Universale), la 28 aprilie 1969, de către Papa Paul al VI-lea.
A murit având domiciliu forțat la mănăstirea ortodoxă Căldărușani, la 28 mai 1970.

## Situația Bisericii Române Unite după 1989
După 1989, unul din primele acte normative ale noii puteri a fost Decretul-Lege nr. 9 din 1989, prin care se abroga Decretul 358 din anul 1948 privind situația fostului cult greco-catolic, prin care Biserica Română Unită cu Roma, Greco-Catolică era scoasă în afara legii.
Decretul-Lege nr.126 al Consiliului Provizoriu de Uniune Națională din data de 24 aprilie 1990 confirma recunoașterea Bisericii Române Unite cu Roma, Greco-Catolică, și prevedea că bunurile acesteia aflate în proprietatea statului (cu excepția moșiilor) urmau a-i fi restituite. În ceea ce privește situația bisericilor și a caselor parohiale aflate în posesia Bisericii Ortodoxe, aceasta urma să fie stabilită prin comisiile bilaterale de dialog, formate din reprezentanți ai ambelor culte. Aceste comisii nu au reușit să rezolve situațiile conflictuale, cu excepția Banatului, unde și prin bunăvoința mitropolitului ortodox Nicolae Corneanu s-au găsit soluții convenabile ambelor părți.
Biserica Română Unită cu Roma a solicitat aplicarea principiului de drept restitutio in integrum (repunerea în situația anterioară), cerere cu care Biserica Ortodoxă Română nu a fost de acord, argumentând că bisericile sunt un bun al parohiilor, doar acestea putând dispune de proprietatea lor. Biserica Română Unită a argumentat că parohiile ortodoxe nu au dobândit niciodată un drept valabil de proprietate asupra bisericilor greco-catolice, exproprierea din 1948 fiind abuzivă și nelegală, lăcașurile de cult în cauză fiind de fapt atribuite cultului ortodox de către autoritățile comuniste. 
Recensămintele din 1992 și din 2002 au arătat un număr mai mic actual al greco-catolicilor declarați față de anul 1948. De asemenea, recensământul din 2002, arată o anumită o scădere a numărului greco-catolicilor (de la 223.327 în 1992 la 195.481 persoane în 2002). Acest fenomen nu este specific doar Bisericii Române Unite (numărul ortodocșilor a scăzut cu un milion între 1992 și 2002). Recensământul din 2002 a fost contestat de către reprezentanții Bisericii Române Unite care au susținut că rezultatele ar fi fost viciate și că în România ar fi de fapt unde la 600.000 (cifră prezentată de Laurențiu Horia Moisin în interviul de la BBC din aprilie 2006) sau 750.000 greco-catolici (cifra trecută în Anuarul Pontifical din acea vreme). În mai multe cazuri, partea ortodoxă, la nivelul parohiilor, a preferat să demoleze, cu dezlaegare de la forurile superioare civile și ecleziastice, o serie de vechi biserici greco-catolice decât să le restituie uniților.
Papa Benedict al XVI-lea a ridicat în data de 16 decembrie 2005 Arhieparhia de Făgăraș și Alba Iulia la rangul de Arhiepiscopie Majoră, Biserica Română Unită dobândind astfel o autonomie egală celei a patriarhiilor catolice orientale. 
Pe data 19 martie 2019 papa Francisc a autorizat Congregația pentru Cauzele Sfinților să promulge decretul de recunoaștere a martiriului episcopilor greco-catolici români Valeriu Traian Frențiu, Vasile Aftenie, Ioan Suciu, Tit Liviu Chinezu, Ioan Bălan, Alexandru Rusu și Iuliu Hossu, „uciși din ură față de credință în diverse locuri din România între 1950 și 1970”, deschizându-se calea pentru beatificarea acestora.. Slujba de beatificare a episcopilor uniți martiri fost oficiată pe 2 iunie 2019, în cadrul unei liturghii solemne greco-catolice celebrate pe Câmpia Libertății de la Blaj de către papa Francisc, în ultima zi a vizitei sale în România.